# Повернена музика
«Повернена музика» (рос. «Возвращённая музыка») — радянський художній фільм 1964 року, знятий на кіностудії «Ленфільм».

## Сюжет
Молодий музикознавець Марина Габріелян приїжджає до Ленінграда з метою відшукати і відновити першу симфонію відомого композитора Сергія Корнілова. Незважаючи на активний опір автора, їй вдається знайти окремі партії симфонії і за допомогою молодого композитора Гурова відновити музику. Сюжет фільму навіяний історією створення Першої симфонії Сергія Рахманінова, знищеної автором після першого невдалого її виконання і відновленої після смерті композитора.

## У ролях
- Раїса Спасська — Марина Габріелян, історик музики
- Вільям Семенов — Олександр Олександрович Гуров, диригент, композитор, учень професора Корнілова
- Вікторія Федорова — Таня, племінниця професора Корнілова, одинадцятикласниця
- Олексій Кожевников — Кирило Радзинський, математик, приятель Олександра Гурова
- Микола Волков (старший) — Сергій Михайлович Корнілов, професор музики
- Євген Тетерін — Ігор Костянтинович Самборський, професор музики
- Василь Волков — Корнілов в молодості
- Ігор Горбачов — Ерік Свєтлоокий, п'яний репортер
- Георг Отс — співак
- Олександр Дем'яненко — Самборський в молодості, диригент
- Борис Муравйов — музикант, учень професора Корнілова
- Леонід Любашевський — Марк Горелик, кравець
- Едда Урусова — Ангеліна Йосипівна, літня арфистка (озвучує А. Лисянська)
- Жанна Романова — епізод
- Олексій Смирнов — людина з акваріумом в ліфті будинку професора Корнілова
- Б. Таубер — епізод
- Оскар Лінд — людина в нічний черзі за квитками в філармонію

## Знімальна група
- Режисер — Віталій Аксьонов
- Сценарист — Олександр Гладков
- Оператор — Володимир Бурикін
- Композитор — Владлен Чистяков
- Художники — Абрам Векслер, Віктор Волін